# Sylvester (Prag)
Sylvester († 10. Februar 1161) war gewählter Bischof von Prag.
Sylvester war Abt des Benediktinerklosters Sazau. Auf Wunsch des Herzogs Soběslav I. wurde er nach dem Tod des Prager Bischofs Johann I. zu dessen Nachfolger gewählt.
Nachdem sein Gönner Herzog Soběslav I. am 14. Februar 1140 gestorben war, verzichtete Sylvester, der noch nicht die Bischofsweihe empfangen hatte, bereits am 17. des Monats auf das Bischofsamt. Er befürchtete für die Zukunft politische Unruhen, denen er sich nicht gewachsen glaubte. Seine letzten Lebensjahre verbrachte er in einem Kloster und starb dort am 10. Februar 1161.